# 布鲁斯基
布鲁斯基（葡萄牙語：Brusque）是巴西圣卡塔琳娜州的一个市镇。总面积283.445平方公里，总人口94962人，人口密度335人/平方公里。